# Грэм, Геррит
Геррит Грэм (род. 27 ноября 1949 г.) — американский актёр театра, телевидения и кино, а также сценарист и автор песен. Наиболее известен своим участием в нескольких фильмах Брайана Де Пальмы, а также появлением в двух сериалах «Звездный путь». Озвучил Франклина Шермана в сериале «Критик».

## Образование
Грэм учился, но не окончил Колумбийский университет . Был главой Columbia Players, театральной труппы колледжа. Будущий коллега Грэма, Брайан Де Пальма также был бывшим менеджером студенческой группы в студенческие годы.

## Карьера

### Актёр

#### Фильмы
Грэм появлялся в таких фильмах, как " Подержанные автомобили ", "TerrorVision ", «Воссоединение класса National Lampoon», «Детские игры 2» и " Приветствия ", где он впервые работал с Брайаном Де Пальмой . Он снова будет работать с Де Пальмой в фильмах « Привет, мама» и " Домашние фильмы ", а также в "Призраке рая ", где он сыграл яркого глэм-рокера Бифа. Шейла Бенсон из Los Angeles Times отметила, что Грэм и Джон Ловиц были единственными актёрами в " Последнем прибежище ", которые «освобождены от клейма с плохим акцентом».

#### Телевидение
Грэм был голосом Франклина Шермана в мультсериале "Критик ", а также в повторяющейся роли доктора Нормана Панкоу в ситкоме « Паркер Льюис не может проиграть» .
Актёр появлялся в двух разных ролях в телесериале « Звездный путь „: как охотник за пришельцами Тоска в “Звездном пути: Глубокий космос 9» и как член Q Continuum (приняв имя Куинн) в эпизоде " Звездный путь: Вояджер " " Смерть ". Пожелание ". Также был включен в шорт-лист на роль Одо, который достался Рене Обержонуа .

#### Стадия
Грэм — сценический артист, чьи выступления в импровизационном шоу Sills & Company 1986 года и пьесе Тома Стоппарда "Вышибалы " 1987 года были положительно оценены New York Times . Хулио Мартинес из назвал Грэма «ужасно напоминающим» Алларда Ловенштейна в « Крепком орешке мечты» в 1995 году. Фрэнк Риццо из написал, что у Грэма были «одни из лучших реплик» в его исполнении роли отца Чарльза Данбара в "Комитете Бога " в 2004 году. Играл Джулиана в Communicating Doors в 1998 .

### Писатель
Грэм написал телеспектакли для эпизодов «Натюрморт» и «Вернисаж» версии 1980-х годов «Сумеречной зоны» . Он не написал «Добро пожаловать в Уинфилд», единственную серию, в которой он появился в составе актёрского состава.

### Музыкант
Грэм написал несколько песен совместно с Бобом Вейром из Grateful Dead .

## Фильмография

### Фильм
| Год  | Наименование                              | Роль                      | Заметки            |
| ---- | ----------------------------------------- | ------------------------- | ------------------ |
| 1968 | Приветствие                               | Ллойд Клэйд               |                    |
| 1970 | Хай, мамаша!                              | Геррит Вуд                |                    |
| 1972 | Берегись капли                            | Джо                       |                    |
| 1974 | Призрак рая                               | Биф                       |                    |
| 1975 | Дивный новый мир                          | Дэниел                    | TV movie           |
| 1976 | Туннельное зрение                         | Фредди                    |                    |
| 1976 | Бобби Джо и преступник                    | Рэй «Волшебный Рэй»       |                    |
| 1976 | Специальная доставка                      | Свивот                    |                    |
| 1976 | Пушечное ядро!                            | Перман Уотерс             |                    |
| 1977 | Потомство демона                          | Уолтер Габлер             |                    |
| 1978 | Прелестное дитя                           | «Высокие карманы»         |                    |
| 1979 | Старые бойфренды                          | Сэм/Рыбак                 |                    |
| 1979 | Домашние фильмы                           | Джеймс Берд               |                    |
| 1980 | Подержанные автомобили                    | Джефф                     |                    |
| 1982 | Суп на одного                             | Браян                     |                    |
| 1982 | Воссоединение класса National Lampoon     | Боб Спинакер              |                    |
| 1983 | Голый космос                              | Родзинский                |                    |
| 1985 | Аннигиляторы                              | Рэй Трек                  |                    |
| 1985 | Человек в одном красном ботинке           | Карсон                    |                    |
| 1986 | TerrorVision                              | Стэн                      |                    |
| 1986 | Роботы-убийцы                             | Несслер/Техник            |                    |
| 1986 | Последний курорт                          | Курт                      |                    |
| 1986 | Мальчик-крыса                             | Билли Моррисон            |                    |
| 1987 | It’s Alive III: Остров живых              | Ральстон                  |                    |
| 1987 | Уолкер                                    | Норвелл Уокер             |                    |
| 1987 | В поисках подбородка животного            | Производитель скейтбордов |                    |
| 1989 | Большой человек в университетском городке | Стэнли Хойл               |                    |
| 1989 | Полицейская академия 6: Город в осаде     | Туз /Эйс                  |                    |
| 1989 | Ч.Х.У.Д. II: Бад C.H.U.D.                 | Бад Оливер                |                    |
| 1989 | Марсиане идут домой                       | Стэн Гаррет               |                    |
| 1989 | Русалочка (мультфильм, 1989)              | голос                     | В титрах не указан |
| 1990 | Ночь циклона                              | Лейтенант Джон Франс      |                    |
| 1992 | Замороженные вклады                       | Левис Крембл              |                    |
| 1992 | Парный удар                               | Мистер Мэпс               |                    |
| 1993 | Жизнь этого парня (фильм)                 | Мистер Говард             |                    |
| 1993 | Любовь имеет значение                     | Филипс                    | TV movie           |
| 1993 | Филадельфийский эксперимент 2             | Доктор Уильям Мейлер      |                    |
| 1994 | Моя дочь 2                                | Доктор Сэм Хельбурн       |                    |
| 1995 | National Lampoon’s Favorite Deadly Sins   | Дьявол                    | TV movie           |
| 1995 | Женщина-оса (фильм, 1995)                 | Артур                     | TV movie           |
| 1995 | Stuart Saves His Family                   | Male Diner                | В титрах не указан |
| 1996 | Магическое зеркало: Летящая птпца         | Блум                      |                    |
| 1998 | Истинные ценности (фильм, 1998, США)      | Оливер Мост               |                    |
| 2005 | Строительная девушка                      | Мистер Минард             |                    |
| 2007 | Беспокойная Анна                          | Мистер Хэлкон             |                    |
| 2008 | Держись в Детройте                        | Капитан                   |                    |
| 2012 | Коув Роуд                                 | Автостопщик               |                    |

## Использованная литература
1. ↑  Gerrit Graham // SNAC (англ.) — 2010.
2. 1 2  The New York Times
3. ↑  Ошибка: не задан параметр |заглавие = в шаблоне {{публикация}}. — ISBN 978-1-5011-2332-0.
4. ↑  The Crime, and Its Victims. artsites.ucsc.edu. Дата обращения: 24 мая 2020. Архивировано 25 февраля 2020 года.
5. ↑  Gencarelli, Mike. Gerrit Graham talks about roles in "Phantom of the Paradise" and "Used Cars" (амер. англ.). MediaMikes (29 октября 2014). Дата обращения: 24 мая 2020. Архивировано 15 июля 2021 года.
6. ↑  Columbia Daily Spectator 28 April 1969 — Columbia Spectator. spectatorarchive.library.columbia.edu. Дата обращения: 24 мая 2020. Архивировано 20 июля 2020 года.
7. ↑  SHEILA BENSON. Family Vacation Goes Awry In 'Last Resort'. Articles.latimes.com (9 мая 1986). Дата обращения: 20 сентября 2018.
8. ↑  StarTrek.com: Catching Up with 2X Trek Guest Gerrit Graham. Дата обращения: 18 июля 2022. Архивировано 18 июля 2022 года.
9. ↑  Mel Gussow. Stage View; Actors And Audiences Brew Fun From Improvisation. The New York Times (20 июля 1986). Дата обращения: 20 сентября 2018. Архивировано 21 сентября 2018 года.
10. ↑  LESLIE BENNETTS. If It Works, It'S Theater. If It Doesn't... The New York Times (8 июня 1986). Дата обращения: 20 сентября 2018. Архивировано 21 сентября 2018 года.
11. ↑  FRANK RICH. The Stage: 'Bouncers,' Drama. The New York Times (18 сентября 1987). Дата обращения: 20 сентября 2018. Архивировано 21 сентября 2018 года.
12. ↑  SYLVIE DRAKE. Stage Review : 'Bouncers' Rebounds From A Lack Of Substance At Tiffany. Articles.latimes.com (8 июля 1993). Дата обращения: 20 сентября 2018.
13. ↑  Martinez, Julio. Dreams Die Hard – Variety. Variety.com. Дата обращения: 20 сентября 2018. Архивировано 21 сентября 2018 года.
14. ↑  Rizzo, Frank. The God Committee – Variety. Variety.com. Дата обращения: 20 сентября 2018. Архивировано 21 сентября 2018 года.
15. ↑  Isherwood, Charles. Communicating Doors – Variety. Variety.com. Дата обращения: 20 сентября 2018. Архивировано 21 сентября 2018 года.
16. ↑  Into the Twilight Zone: The Rod Serling Programme Guide. — ISBN 978-0-595-27612-7.
17. ↑  The Crime, and Its Victims by Gerrit Graham. Дата обращения: 18 июля 2022. Архивировано 28 июня 2022 года.